# 中庄寨宝藏寺
中庄寨宝藏寺，位于中华人民共和国山西省忻州市繁峙县东山乡中庄寨村，已列为山西省文物保护单位。

## 保护
2021年8月4日，中庄寨宝藏寺由山西省人民政府公布为第六批山西省文物保护单位，编号6-61。